# Cláudio Lembo
Cláudio Salvador Lembo (San Paolo, 12 ottobre 1934 – San Paolo, 19 marzo 2025) è stato un politico, giurista e avvocato brasiliano.
Fu governatore dello stato di San Paolo dal 31 marzo 2006 al 1º gennaio 2007. 

## Biografia

### Carriera accademica
Cláudio Lembo conseguì una laurea in Scienze giuridiche e sociali presso la Facoltà di giurisprudenza dell'Università di San Paolo (1958), e il dottorato in giurisprudenza presso l'Università Presbiteriana Mackenzie (1990, con una tesi sulla partecipazione politica al diritto elettorale). Avvocato dal 1959, pubblicò diversi libri. Fu professore di diritto costituzionale e diritto processuale civile presso la Law School dell'Università Presbiteriana Mackenzie dal 1975, e raggiunse anche la carica di rettore dell'università (1997-2002). 

### Politica
Tra il 1962 e il 1997 fu direttore per le questioni legislative della Itaú Unibanco.
Ricoprì il ruolo di segretario comunale di San Paolo tra il 1975 e il 1979. Fu segretario degli affari giuridici del municipio tra il 1986 e il 1989, segretario di pianificazione nel 1993, e ricoprì alcune volte la carica di sindaco provvisorio, come segretario degli affari legali tra il 1986 e il 1989 . 
Fu capo di gabinetto del ministro dell'Istruzione (1985-1986), quando era vicepresidente Marco Maciel.
Candidato per la carica di senatore nel 1978, candidato a Vice Presidente nel 1989 e candidato per la carica di vice-governatore dello stato di São Paulo nel 2002, venne eletto solamente per il periodo 2003/2006, al fianco del governatore Geraldo Alckmin.
Lembo, diventato quindi successore di Alckmin, svolse il suo mandato fino al 1º gennaio 2007. Durante la sua amministrazione portò avanti la lotta contro l'ondata di violenza a San Paolo, dove si erano verificati più di 100 attacchi criminali in varie località della capitale. Il governatore ordinò il coprifuoco e decretò anche lo stato di emergenza nella capitale, che dovette ricevere rinforzi da circa 1000 soldati della riserva PMESP e 800 uomini della National Security Force.
Fu segretario comunale degli affari legali di São Paulo tra il 2008 e il 2012, nonché membro del consiglio di amministrazione della Federazione delle Industrie dello Stato di San Paolo (Fiesp) dal 2007.